# Gilyán György
Gilyán György (Budapest, 1951. október 4. –) nemzetközi jogász, közgazdász, volt államtitkár, volt nagykövet.

## Pályafutása
1975-ben szerzett diplomát a moszkvai Nemzetközi Kapcsolatok Intézetében (MGIMO). 1975 és 1979 között a Külügyminisztériumban nemzetközi joggal foglalkozott, majd 1980 és 1988 között a Minisztertanács Hivatala Nemzetközi Gazdasági Kapcsolatok Titkárságán dolgozott először külgazdasági szakértőként, majd főosztályvezető-helyettesként. 1998-1990-ben a Kereskedelmi Minisztériumban főosztályvezető-helyettes, főosztályvezető, ezt követően 1994-ig a Nemzetközi Gazdasági Kapcsolatok Minisztériumában főosztályvezető. 1994-1998-ban az Ipari és Kereskedelmi Minisztériumban főcsoportfőnök, helyettes államtitkár, 1996 után a tárca közigazgatási államtitkára. 1998-1999-ben a Gazdasági Minisztérium helyettes államtitkára. Ezt követően 2004-ig a Magyar Kereskedelmi Engedélyezési Hivatal és jogelődjei főigazgatója, ezzel párhuzamosan 2003-tól a keleti gazdasági kapcsolatok fejlesztéséért felelős kormánybiztos tisztségét is betöltötte. 2004-től 2006-ig a Gazdasági és Közlekedési Minisztérium közigazgatási államtitkára. 2006-2008 között a Miniszterelnöki Hivatalban a kormányzati stratégiáért felelős államtitkár, 2008-ban a Külügyminisztérium helyettes államtitkára, 2008-2010-ben moszkvai nagykövet. 1998-ban a Magyar Köztársasági Érdemrend középkeresztje kitüntetésben részesült.